# Departamento Petén
Petén ist das nördlichste der 22 Departamentos von Guatemala. Mit 35.854 km² umfasst es knapp ein Drittel der Fläche Guatemalas und ist somit das mit Abstand größte Departamento des Landes. Petén bildet auf Grund seiner territorialen Ausdehnung zugleich eine der acht Regionen, in die Guatemala zu Zwecken der Raumordnung und Wirtschaftsplanung unterteilt ist. Petén hat etwa 760.400 Einwohner und ist damit das am dünnsten besiedelte Departamento Guatemalas. Es gilt als das Ursprungsgebiet der Maya. Die Hauptstadt Peténs ist Flores.
Petén grenzt im Süden an die Departamentos Alta Verapaz und Izabal, im Westen und Norden an Mexiko und im Osten an Belize.

## Landesnatur

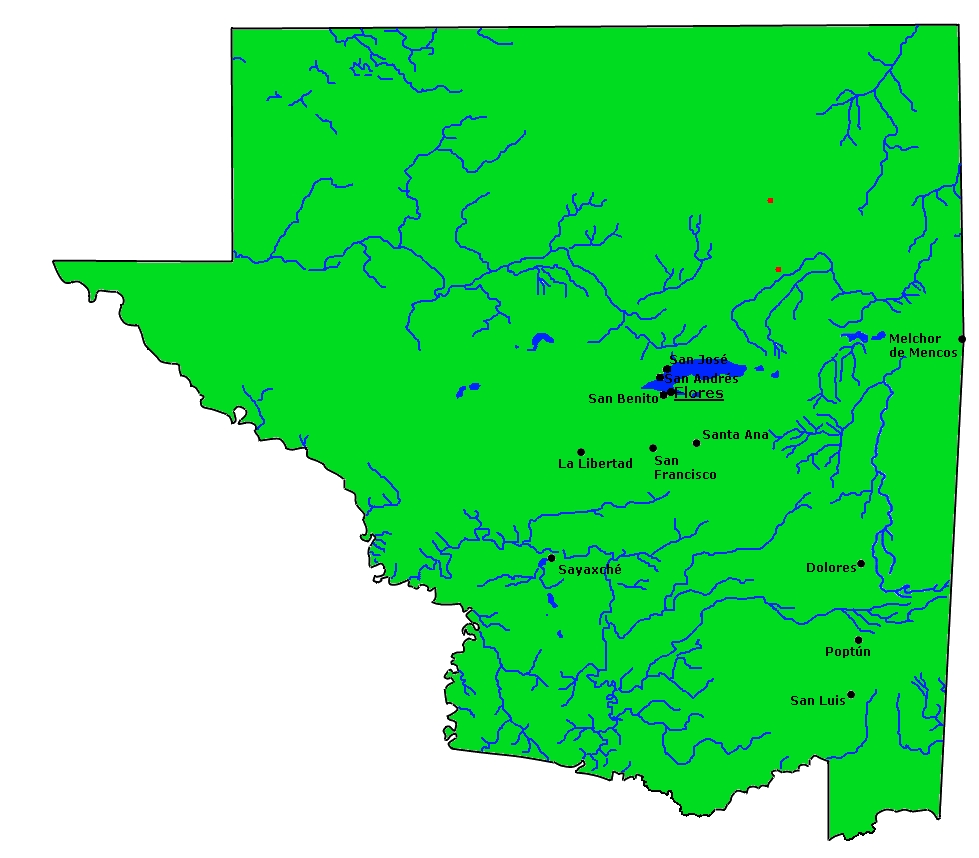
Karte von Petén

Das tropische Tiefland des Petén ist geologisch Teil des Kalksteinplateaus der Halbinsel Yucatan. Es wird von mehreren Hügelketten durchzogen, die nur selten Höhen von mehr als 500 m über dem Meeresspiegel erreichen. Ganz im Westen verläuft parallel zum Río Usumacinta und damit zur Grenze Mexikos die Sierra del Lacandón. Nach Osten hin setzt sie sich fort in den bis zu 300 m hohen Montañas Chiquibul, die in der Mitte des Departamentos, unmittelbar südlich des Petén-Itzá-Sees, den Übergang zu den aus Belize kommenden Montañas Maya bilden. Das an Belize grenzende Gebiet um die Stadt Poptún liegt auf etwa 450 m Höhe und damit höher als die übrigen Teile des Departamentos. Im Süden reichen noch einige Ausläufer der aus Alta Verapaz kommenden Sierra de Chamá bis nach Petén hinein. Die wichtigsten Flüsse sind der Río Mopán im Osten, der Río Azul im Nordosten, der Río San Pedro im Nordwesten sowie der Río de la Pasión im Süden und Westen. Letzterer mündet bei Pipiles, an der Grenze zu Mexiko, in den Río Salinas, der danach als Río Usumacinta weiter nach Nordwesten fließt. Weite Gebiete entlang dieser Flüsse sind versumpft und haben zahlreiche, als Lagunen bezeichnete Seen. Nur sporadisch erreichen sie Höhen von mehr als 150 m über dem Meeresspiegel. Mit Ausnahme der Gegend östlich von Poptún ist das Klima in Petén feucht und heiß. Die Regenzeit dauert von Mai bis Dezember oder Januar und damit etwas länger als im übrigen Guatemala. Die durchschnittliche jährliche Niederschlagsmenge liegt bei 1600 mm. Die Temperaturen bewegen sich normalerweise zwischen 22 °C und 29 °C, im Mai können sie bis 37 °C erreichen.
Noch Anfang des 20. Jahrhunderts war Petén fast vollständig von tropischem Regenwald bedeckt und nahezu menschenleer. Dieses unberührte Gebiet war Heimat zahlreicher Tierarten, unter anderem von Jaguar, Puma und Tukan. Die spätere Besiedelung und Erschließung des Departamentos bewirkte vor allem im Süden eine großflächige Entwaldung durch Brandrodung und damit die Umwandlung in eine Savannenlandschaft. Im Norden konnte die Regierung mit der Einrichtung des Biosphärenreservates Reserva de la Biósfera Maya und einiger Nationalparks den Regenwald und die dazugehörige Tierwelt weitestgehend retten. Illegale Landbesetzungen mittelloser Bauern sowie die Gier nach Edelholz und Erdöl stellen dort jedoch eine ständige Gefahr für das ökologische Gleichgewicht dar, die die Regierung angesichts der Ausdehnung der Naturschutzgebiete nicht immer abwehren kann. Einige kleinere Naturschutzgebiete gibt es mittlerweile auch im Süden Peténs.

## Bevölkerung
Die Bevölkerung konzentriert sich am Südufer des Petén-Itzá-Sees bei der Hauptstadt Flores in den Vororten San Benito und Santa Elena und deren Umgebung sowie entlang der beiden Fernstraßen nach Izabal und Alta Verapaz. Auf halbem Weg haben die Orte Poptún und Sayaxché in den letzten Jahren größere Bedeutung erlangt. Die übrigen Gebiete, insbesondere der Norden, sind weiterhin sehr dünn besiedelt. Die wenigen verbliebenen Nachfahren der Itzá-Maya leben vorwiegend um den Petén-Itzá-See, die Mopan-Maya bei Poptún, Dolores und Santa Ana entlang der Grenze zu Belize, Kekchís sind im Süden ansässig. In den letzten Jahrzehnten haben sich mit den aus allen Landesteilen kommenden Ladinos auch Maya aus dem Hochland, insbesondere Quiché in Petén niedergelassen. 1970 lebten etwa 25.000 Menschen in Petén, im Jahr 2000 waren es um die 350.000. Heute leben die mehr als 560.000 Einwohner in insgesamt dreizehn Municipios (Großgemeinden oder auch Landkreise), die sich in einigen Fällen über mehrere tausend Quadratkilometer erstrecken und damit eher die Größe von Departamentos haben.
| Dolores           | Flores     |
| La Libertad       | Las Cruces |
| Melchor de Mencos | Poptún     |
| San Andrés        | San Benito |
| San Francisco     | San José   |
| San Luis          | Santa Ana  |
| Sayaxché          |            |

Die Municipios sind eigenständige Gebietskörperschaften mit gewählten Bürgermeistern und Volksvertretungen und untergliedern sich in Aldeas und Pueblos (Landgemeinden) sowie in Caseríos, Parajes, Fincas, Rancherías (Weiler und Höfe). Dem Departamento als staatlichem Verwaltungsbezirk steht ein von der Zentralregierung entsandter Gouverneur vor.

## Wirtschaft und Verkehr
Wichtigste Wirtschaftszweige sind der Tourismus und die Landwirtschaft. Angebaut werden unter anderem Mais, Bohnen, Reis, Zuckerrohr und Tabak. Eine bedeutende Rolle spielt die Forst- und Holzwirtschaft. Die Gewinnung von Chicle aus der Rinde von Chicozapote-Bäumen wurde stark reglementiert und ist nur noch von untergeordneter Bedeutung. Aufstrebend ist dank zahlreicher Maya-Ruinen und Naturschutzgebiete der Fremdenverkehr. Im Nordwesten wird seit einigen Jahren Erdöl gefördert.
Bis 1982 gab es in Petén keine asphaltierten Straßen. Die 500 km lange Busfahrt von Guatemala-Stadt nach Flores dauerte nicht weniger als 24 Stunden. Mit dem Bau von Flugplätzen in Flores-Santa Elena, Tikal, Poptún und an einigen anderen Orten begann die langsame Entwicklung des Tourismus. Wegen der unzureichenden Verkehrsanbindung orientierte sich Petén lange Zeit eher nach Mexiko und Belize als nach Guatemala. Dies änderte sich in den 1990er Jahren mit dem Neubau der Fernstraße vom Río Dulce in Izabal über Poptún nach Flores und weiter nach Belize, sowie mit dem Ausbau der Verbindung von Alta Verapaz über Sayaxché nach La Libertad und Flores. Von diesen beiden Verkehrsachsen zweigen etliche unbefestigte Nebenstrecken zu Sackgassendörfern ab. In der Nähe des Petén-Itzá-Sees bilden sie bereits ein zusammenhängendes Verkehrsnetz. Der Rest des Departamentos ist kaum erschlossen, vor allem im Norden gibt es nur Forststraßen oder Trampelpfade. Daher sind die Flüsse als Verkehrswege weiterhin von erheblicher Bedeutung.

## Geschichte

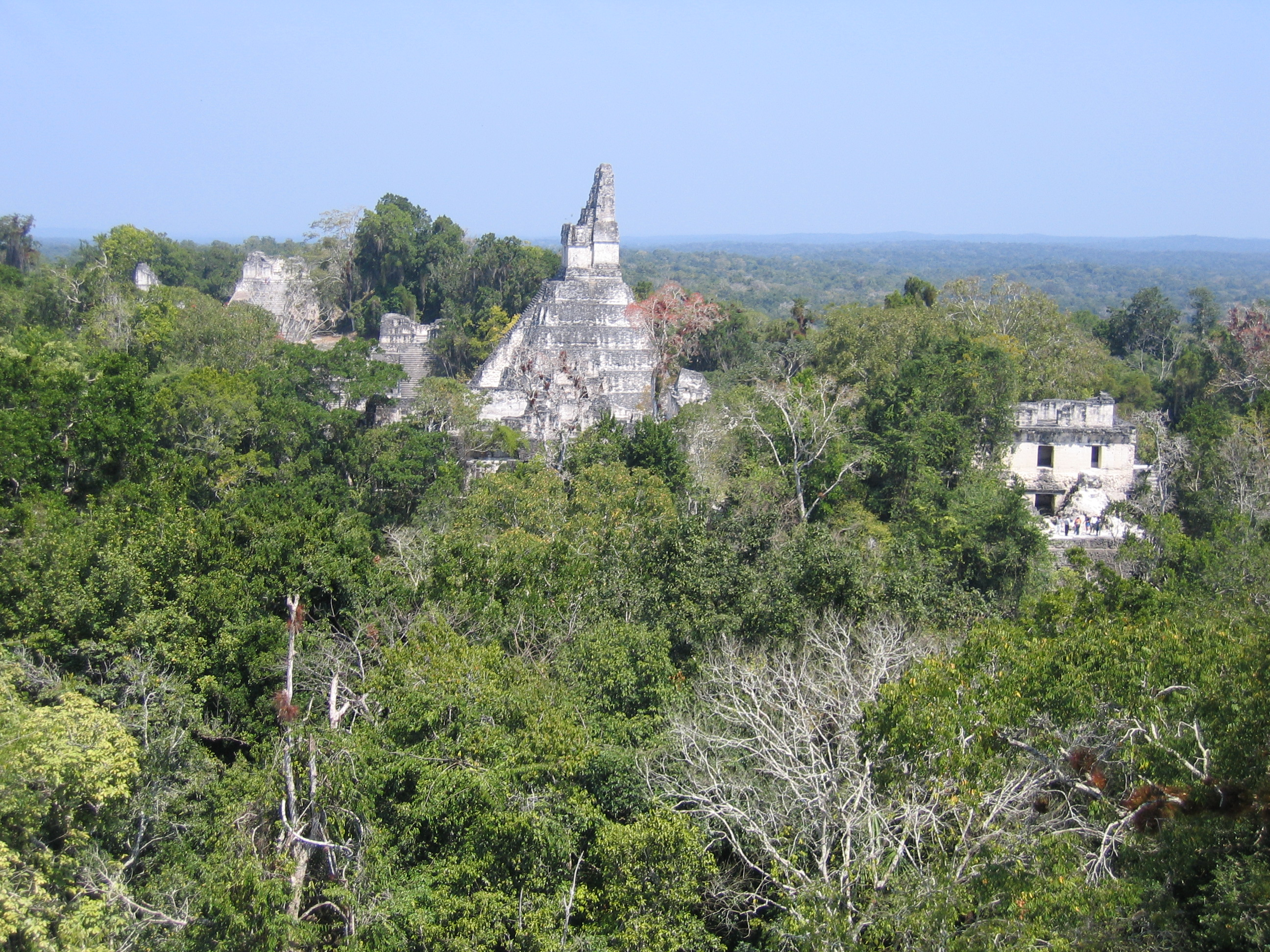
Tikal und Umgebung

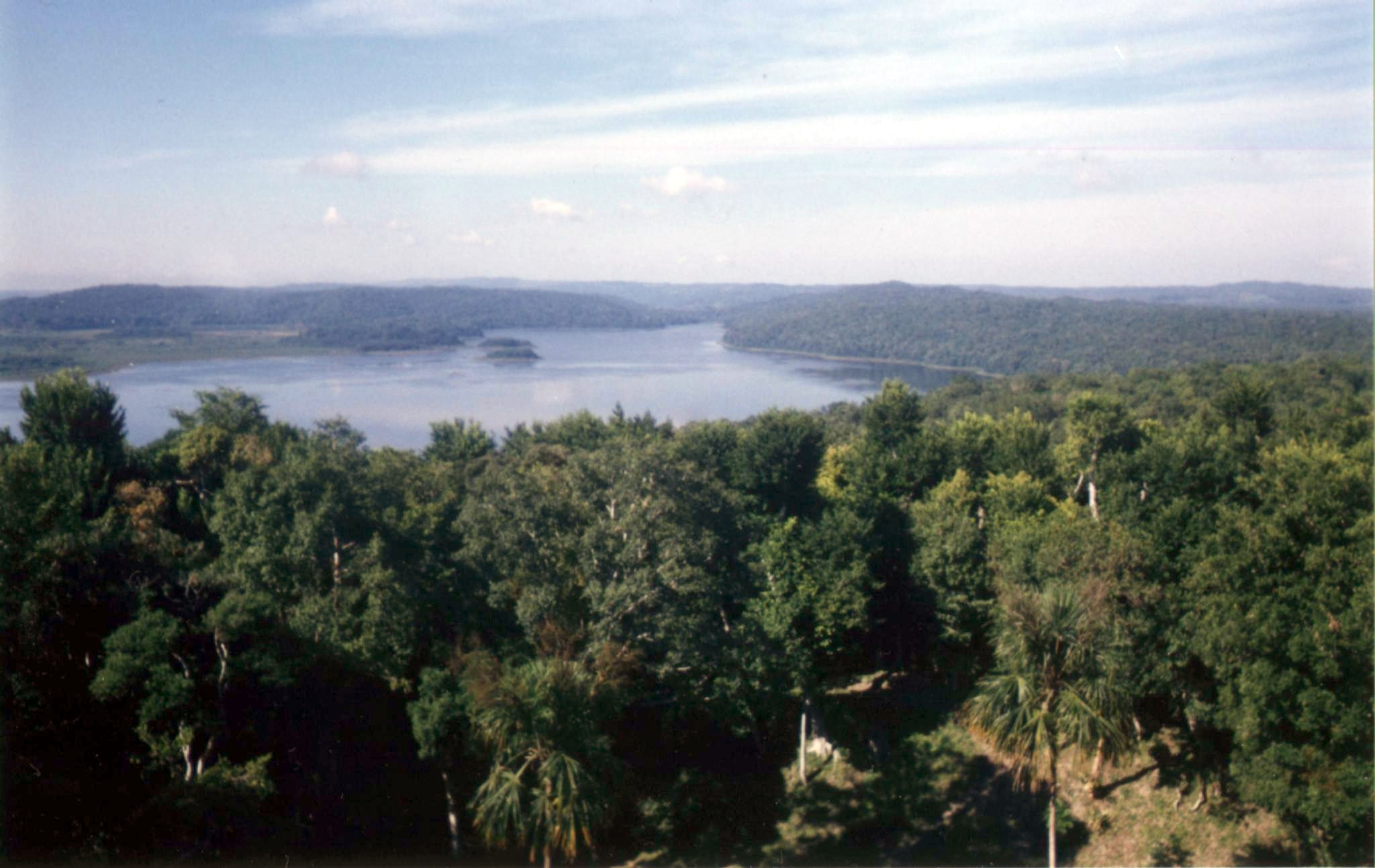
Laguna de Yaxha

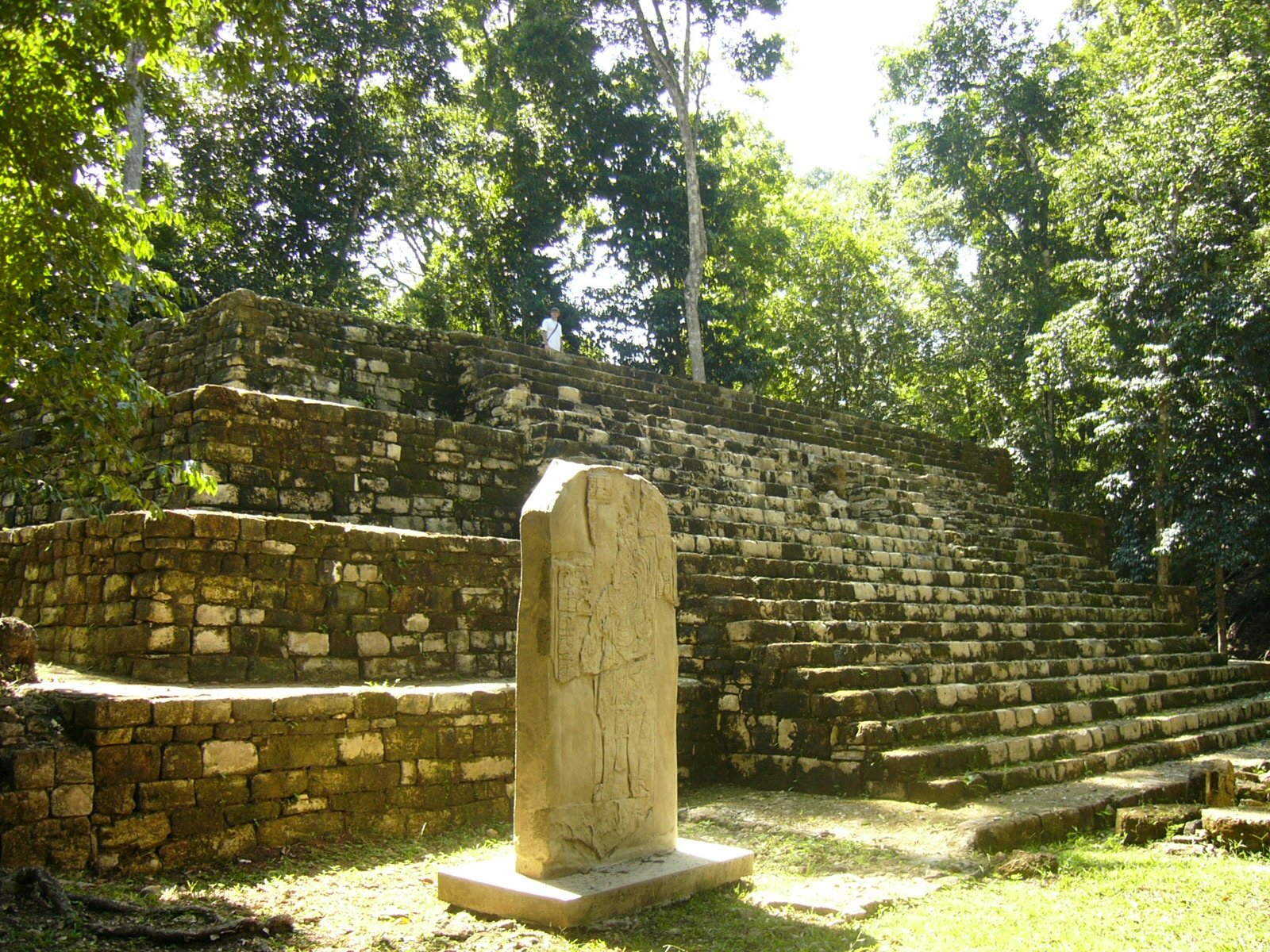
Aguateca

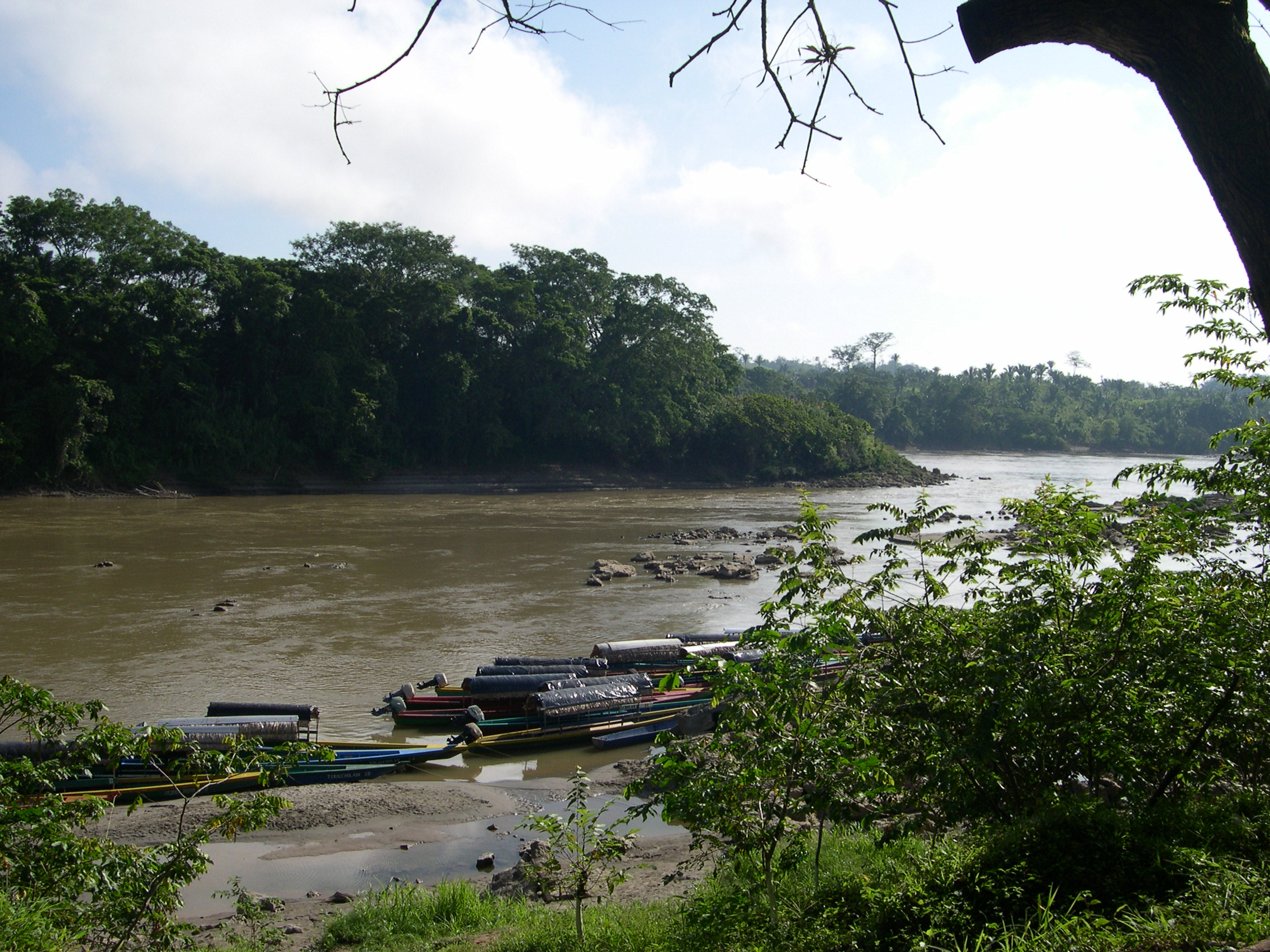
Am Usumacinta

Petén war das Kernland der Maya. Vor allem im Norden entstanden bereits in präklassischer Zeit, um 900 vor Christus, größere, politisch selbständige Städte mit monumentalen Bauten, darunter Nakbé und das 7 km südlich der mexikanischen Grenze gelegene El Mirador mit seinen bis zu 70 m hohen Tempelpyramiden. Wahrscheinlich entstand hier um 250 v. Chr. das Schriftsystem der Maya. Nach El Miradors Niedergang verlagerte sich der Schwerpunkt der Maya-Zivilisation etwas nach Süden, insbesondere nach Uaxactún und Tikal, die sich jedoch bald um das politische Erbe stritten. Tikal gewann am 16. Januar 378 n. Chr. die Entscheidungsschlacht und beherrschte die Region während der folgenden Jahrhunderte. Wiederholt verbündeten sich umliegende Städte mit dem Ziel, die Vorherrschaft Tikals zu brechen, was vorübergehend nur Calakmul (im heutigen Mexiko) und Caracol (Belize) gelang. In dieser Zeit entstanden in Tikal die riesigen Bauwerke, die heute so viele Touristen anziehen. Um 700 n. Chr., während der Blütezeit der Maya, lebten in Petén mehrere Millionen Menschen in hunderten von Städten und Dörfern. Vermutlich war Petén seinerzeit eines der am dichtesten bevölkerten Gebiete der Erde. Überbevölkerung, Kriege, die Ausbeutung der natürlichen Ressourcen, Dürren und folgende Hungersnöte und Epidemien führten Anfang des 9. Jahrhunderts zum Niedergang der Maya-Zivilisation. Seit 1995 wird die Siedlung La Blanca ausgegraben.
Immer mehr Menschen verließen die großen Städte, vor allem ins nördliche Yucatán. Als dort im 13. Jahrhundert die Metropole Chichén Itzá vom Rivalen Mayapán zerstört wurde, zogen sich die Itzá wieder zurück nach Petén. Sie ließen sich am Petén-Itzá-See nieder, wo sie auf einer Halbinsel gegenüber dem heutigen Flores ihre Hauptstadt Tayasal errichteten. Die Stadt nannte man auch Taitzá („Ort der Itzá“) und Noj Petén („Inselstadt“). Neben den Itzá lebten im Osten auch Mopan-Maya und im Westen, am Usumacinta, Lacandonen. Letztere zogen sich später in unwegsame Gebiete von Chiapas zurück.
1520, also fünf Jahre vor der Ankunft der spanischen Konquistadoren in Petén, hatten sich dort die von ihnen nach Yucatán eingeschleppten Pocken verbreitet und ein Massensterben unter den Maya verursacht. 1525 durchquerte Hernán Cortés auf seinem Feldzug von Mexiko nach Honduras Petén. Er berichtete von kleinen Siedlungen im dichten Regenwald und von Tayasal als einziger größerer Stadt. Nachfolgende Kolonisierungsversuche scheiterten am Widerstand der Itzá. Erst 1697 gelang dem spanischen General Martín de Ursúa die Eroberung von Petén und Tayasal, der letzten unabhängigen Maya-Stadt in Mesoamerika. Drei Jahre später gründeten die Spanier auf einer Insel nahe dem Südufer des Petén-Itzá-Sees die Ortschaft Remedios del Petén (Remedios del Itzá), die 1830 Stadtrechte erhielt und zu Ehren des ehemaligen Vizepräsidenten Guatemalas, Cirilo Flores, in Flores umbenannt wurde. Während der Kolonialzeit gehörte das fast unbewohnte Petén zur Verapaces-Region, 1814 wurde es als Corregimiento ein eigener Verwaltungsbezirk. Nach der Unabhängigkeit von Spanien gelang es General Rafael Carrera 1840, die Ansprüche Guatemalas auf Petén gegenüber Mexiko zunächst durchzusetzen. Am 8. Mai 1866 erhob die Regierung Guatemalas Petén zum Departamento. 1882 musste man im Herrera-Mariscal-Vertrag zur Beilegung von Grenzstreitigkeiten mit Mexiko auf etwa 6400 km² im Nordwesten Peténs verzichten. Zu dieser Zeit mehrte sich auch im Ausland das Interesse an Peténs Maya-Erbe. Einer ersten Expedition unter Modesto Méndez folgten Carl Gustav Bernoulli, Alfred Maudslay, Teobert Maler, Alfred Tozzer und viele andere Maya-Forscher. Ab 1950 begannen etliche internationale Erkundungsmissionen und Ausgrabungen im Petén, die seit etwa 1970 zunehmend von Guatemala selbst durchgeführt werden.

## Gegenwart
Am 15. Mai 2011 wurden in Guatemala, in der Provinz Petén 27 oder 29 Leichen gefunden. Als Täter vermuten die guatemaltekischen Behörden das mexikanisch-guatemaltekische Drogenkartell Los Zetas. Aufgrund des Massakers rief Präsident Alvaro Colom am 27. Mai 2011 einen eintägigen Notstand für die Provinz Petén aus. Die Polizei erhielt dadurch mehr Befugnisse.

## Sehenswürdigkeiten
In Petén wurden bis heute mehr als 200 archäologische Stätten gefunden, davon 80 große Zeremonialzentren. Nur wenige gelten als Touristenattraktionen. Ein Teil der Petén-Besucher kommt morgens am Flughafen Flores an und fährt zum 60 km nordöstlich gelegenen Tikal, besichtigt die Pyramiden und Ruinen und fliegt abends wieder ab. Neben Tikal gibt es einige andere sehenswerte, weniger überlaufene Maya-Ruinen, deren Besuch zugleich einen größeren Überblick über die Landesnatur Peténs verschafft. Dazu gehört das 30 km südöstlich von Tikal gelegene Yaxha an dem gleichnamigen See, auf dessen Insel Topoxté sich eine weitere Ruinenstätte aus postklassischer Zeit befindet. Yaxha wurde 1907 von Teobert Maler entdeckt und ab 1989 mit Unterstützung der Kreditanstalt für Wiederaufbau ausgegraben und restauriert. Die weiter im Norden gelegenen Stätten wie Uaxactún, El Mirador und Nakbé sind nur mit größerem Aufwand zu erreichen.
Im Westen des Petén bietet sich Sayaxché am Río de la Pasión als Ausgangspunkt für Touren nach Ceibal, Aguateca und Dos Pilas an. Über den Río de la Pasión kann man an dessen Mündung in den Salinas die Ruinenstätte Altar de Sacrificios erreichen und von dort auf dem Río Usumacinta in nordwestlicher Richtung Yaxchilán, Piedras Negras und schließlich Palenque in Mexiko.